# Ginástica artística nos Jogos Olímpicos de Verão de 2012 - Solo feminino
A final feminina do solo da ginástica artística nos Jogos Olímpicos de Verão de 2012 foi realizada no North Greenwich Arena de Londres, em 7 de agosto.

## Medalhistas
| Ouro   | USA Alexandra Raisman |
| Prata  | ROU Cătălina Ponor    |
| Bronze | RUS Aliya Mustafina   |

## Qualificatória
| Pos. | Ginasta                 | Pontos | Nota |
| ---- | ----------------------- | ------ | ---- |
| 1    | USA Alexandra Raisman   | 15.325 | Q    |
| 2    | ROU Sandra Izbaşa       | 15.066 | Q    |
| 3    | ITA Vanessa Ferrari     | 14.900 | Q    |
| 4    | RUS Ksenia Afanasyeva   | 14.833 | Q    |
| 5    | AUS Lauren Mitchell     | 14.833 | Q    |
| 6    | USA Jordyn Wieber       | 14.666 | Q    |
| 7    | ROU Cătălina Ponor      | 14.600 | Q    |
| 8    | RUS Aliya Mustafina     | 14.533 | Q    |
| 9    | GBR Elizabeth Tweddle   | 14.433 | R    |
| 10   | ROU Diana Chelaru       | 14.333 |      |
| 11   | POL Marta Pihan-Kulesza | 14.333 | R    |
| 12   | JPN Asuka Teramoto      | 14.233 | R    |

- Q – Qualificada para a final
- R – Reserva

## Final
| Pos.              | Ginasta               | Nota A | Nota B | Pen.  | Total  |
| ----------------- | --------------------- | ------ | ------ | ----- | ------ |
| Medalha de ouro   | USA Alexandra Raisman | 6.500  | 9.100  |       | 15.600 |
| Medalha de prata  | ROU Cătălina Ponor    | 6.200  | 9.000  |       | 15.200 |
| Medalha de bronze | RUS Aliya Mustafina   | 5.900  | 9.000  |       | 14.900 |
| 4                 | ITA Vanessa Ferrari   | 6.200  | 8.700  |       | 14.900 |
| 5                 | AUS Lauren Mitchell   | 6.400  | 8.433  |       | 14.833 |
| 6                 | RUS Ksenia Afanasyeva | 6.100  | 8.666  | 0.200 | 14.566 |
| 7                 | USA Jordyn Wieber     | 6.100  | 8.500  | 0.100 | 14.500 |
| 8                 | ROU Sandra Izbaşa     | 5.600  | 8.033  | 0.300 | 13.333 |